# USS Childs (DD-241)
Za druga plovila z istim imenom glejte USS Childs.
USS Childs (DD-241) je bil rušilec razreda Clemson v sestavi Vojne mornarice Združenih držav Amerike.
Rušilec je bil poimenovan po Earlu W. F. Childsu.